# US Cremonese
Unione Sportiva Cremonese – włoski klub piłkarski z siedzibą w Cremonie. Został założony w 1903 roku.

## Obecny skład
Stan na 1 lutego 2024
| Nr | Poz. | Piłkarz                     |
| -- | ---- | --------------------------- |
| 1  | BR   | Fallou Sarr                 |
| 4  | OB   | Luca Marrone                |
| 5  | OB   | Luca Ravanelli              |
| 6  | PO   | Charles Pickel              |
| 7  | NA   | César Falletti              |
| 8  | PO   | Michele Collocolo           |
| 9  | NA   | Daniel Ciofani              |
| 10 | NA   | Cristian Buonaiuto          |
| 11 | NA   | Felix Afena-Gyan            |
| 13 | OB   | Alessandro Tuia             |
| 15 | OB   | Matteo Bianchetti (kapitan) |
| 17 | OB   | Leonardo Sernicola          |
| 18 | OB   | Paolo Ghiglione             |
| 19 | PO   | Michele Castagnetti         |

| Nr | Poz. | Piłkarz            |
| -- | ---- | ------------------ |
| 20 | PO   | Franco Vázquez     |
| 21 | BR   | Gianluca Saro      |
| 22 | BR   | Andreas Jungdal    |
| 26 | OB   | Valentin Antov     |
| 31 | PO   | Yuri Rocchetti     |
| 32 | PO   | Gonzalo Abrego     |
| 33 | OB   | Giacomo Quagliata  |
| 37 | OB   | Žan Majer          |
| 44 | OB   | Luka Lochoshvili   |
| 71 | NA   | Dennis Johnsen     |
| 74 | NA   | Frank Tsadjout     |
| 90 | NA   | Massimo Coda       |
| 97 | BR   | Alessandro Livieri |
| 98 | NA   | Luca Zanimacchia   |

### Piłkarze na wypożyczeniu
| Nr | Poz. | Piłkarz                                                   |
| -- | ---- | --------------------------------------------------------- |
|    | BR   | Federico Agazzi (w Alcione do 30 czerwca 2024)            |
|    | OB   | Emanuel Aiwu (w Birmingham City do 30 czerwca 2024)       |
|    | OB   | Maissa Ndiaye (w Železničar Pančevo do 30 czerwca 2024)   |
|    | PO   | Christian Acella (w Perugia do 30 czerwca 2024)           |
|    | PO   | Andrea Bertolacci (w Fatih Karagümrük do 30 czerwca 2024) |
|    | PO   | Francesco Cerretelli (w Carrarese do 30 czerwca 2024)     |

| Nr | Poz. | Piłkarz                                          |
| -- | ---- | ------------------------------------------------ |
|    | PO   | Matteo Ghisolfi (w Cerignola do 30 czerwca 2024) |
|    | PO   | Tommaso Milanese (w Ascoli do 30 czerwca 2024)   |
|    | PO   | Filippo Nardi (w Reggiana do 30 czerwca 2024)    |
|    | PO   | Joshua Tenkorang (w Lecco do 30 czerwca 2024)    |
|    | PO   | Luca Valzania (w Ascoli do 30 czerwca 2024)      |
|    | NA   | Marco Zunno (w Messynie do 30 czerwca 2024)      |